# Tezcatlan Miyahuatzin
Tezcatlan Miyahuatzin est la deuxième reine de Tenochtitlan.

## Famille
Tezcatlan Miyahuatzin est la fille d'Acacitli. Elle épouse Acamapichtli et est la mère de Huitzilihuitl et la grand-mère de Chimalpopoca, Moctezuma Ier, Tlacaelel et Huehue Zaca.